# Robertsonidra bacrionis
Robertsonidra bacrionis är en mossdjursart som beskrevs av Tilbrook 2006. Robertsonidra bacrionis ingår i släktet Robertsonidra och familjen Robertsonidridae. Inga underarter finns listade i Catalogue of Life.